# Joe Cole (aktor)
Joe Cole (ur. 28 listopada 1988 w Kingston upon Thames) – angielski aktor. Odtwórca roli Johna Shelby’ego w serialu Peaky Blinders. Jest bratem Finna Cole’a, również aktora.
Za rolę Billy’ego Moore’a w filmie Modlitwa przed świtem został uhonorowany nagrodą Brytyjskiego Filmu Niezależnego dla najlepszego aktora.

## Filmografia

### Filmy
(opracowano na podstawie materiału źródłowego)
- 2010: Assessment jako Michael
- 2012: Volume jako Sam
- 2012: Offender jako Tommy Nix
- 2012: Niech będzie teraz jako Scott
- 2014: Nauka spadania jako Chas
- 2014: Slap jako Connor
- 2014: Upadające jako Kenneth Lamont
- 2014: Peterman jako Johnny
- 2014: Callow & Sons
- 2015: Sala strachu jako Reece
- 2015: Niebezpieczne zanurzenie jako Jones
- 2015: Sekret w ich oczach jako Marzin / Beckwith
- 2017: Oko na Julię jako Gordon
- 2017: Woodshock jako Nick
- 2017: Chwała bohaterom jako Billy Waller
- 2017: Modlitwa przed świtem jako Billy Moore
- 2019: Happy New Year, Colin Burstead jako Ed
- 2020: One of these Days jako Kyle Parson
- 2022: Walka z lodem jako Iver Iversen

### Seriale
(opracowano na podstawie materiału źródłowego)
- 2010: The Bill jako Leo Cooper
- 2010: Holby City jako Shaun Jackson
- 2010: Stanley Park jako Lee
- 2011: Zapraszamy na pokład jako Jordan
- 2011: Niesprawiedliwość jako Alan Stewart
- 2012: Kumple jako Luke
- 2012: The Thick of It jako Jack
- 2012: Czas prawdy jako Trevor
- 2013: Playhouse Presents jako Stephen
- 2013–2017: Peaky Blinders jako John Shelby
- 2017: Czarne lustro
- 2019: Pure jako Charlie
- 2020–2022: Gangi Londynu jako Sean Wallace
- 2022: Harry Palmer: Teczka Ipcress jako Harry Palmer
- 2023: Światełko jako Jan Gies